# 638 (číslo)
Šest set třicet osm je přirozené číslo. Následuje po čísle šest set třicet sedm a předchází číslu šest set třicet devět. Římskými číslicemi se zapisuje DCXXXVIII a řeckými číslicemi χλη.

## Matematika
638 je:
- Deficientní číslo
- Složené číslo
- Šťastné číslo

## Astronomie
- (638) Moira je planetka hlavního pásu, kterou objevil v roce 1907 Joel Hastings Metcalf

## Roky
- 638
- 638 př. n. l.